# Vosloorus
Vosloorus é uma cidade localizada na província de Gauteng, na África do Sul.